# Віктор Луї (журналіст)
Віктор Луї (5 лютого 1928 — 18 липня 1992) — радянський журналіст, який мав тісні робочі зв'язки з вищим керівництвом КДБ СРСР.   Він використовувався радянським урядом як неофіційний канал зв'язку та для операцій з дезінформації під час холодної війни. Вважаючи агентом-провокатором таємної поліції , його ненавиділа і бойкотувала московська інтелігенція. 

## Біографія
Народився 5 лютого 1928 як Віталій Євгенович Луї у Москві. Його мати-росіянка померла через тиждень після його народження; його батько походив із заможної німецької родини, яка жила в Москві.Віталій змінив своє ім'я на Віктор Луї в 1950-х роках, коли почав писати для західної преси.
Починаючи з 1944 року, Луї вдалося влаштуватися на низку посад допоміжного персоналу в іноземних посольствах у Москві, через що він мав проблеми з НКВД; його заарештували в Ленінграді у 1946 році і засудили до 25 років таборів за звинуваченням у шпигунстві (ст. 58) . Відсидів в місті Інта (Республіка Комі).
Звільнився у 1956 році і почав тісно співпрацювати з КДБ. Його перше офіційне працевлаштування було в московському бюро CBS News. За його власними словами, він підказав своєму босові Даніелю Шорру про неминуче радянське вторгнення до Угорщини в листопаді 1956 року, нібито на основі статті у газеті Вєчерная Москва, де повідомлялося про скасування поїздки угорського балету до Москви. Наступною його роботою була посада асистента Едмунда Стівенса у журналі Look.
Луї писав для The Evening News до 1980 року, а потім для Sunday Express. Оскільки він мав новини, яких ніхто інший не мав, час від часу він потрапляв у світові заголовки. Як журналіст і джерело інформації для інших іноземних кореспондентів у СРСР, він постачав західному світу інформацію, яку дозволяв йому радянський режим, але вона неповинна була виходити з офіційних джерел.
Його першою сенсаційною журналістською новиною була новина про неминуче усунення Хрущова в жовтні 1964 року. У своїй автобіографії Луї стверджував, що новина ґрунтувалася виключно на його аналізі непрямих доказів, таких як зникнення великого портрета Хрущова в центрі Москви та уникання імені Хрущова з повідомлень радянських ЗМІ, хоча він зізнався, що перший натяк йому дав його «друг», який працював у Комітеті радіомовлення СРСР.
Луї стверджував, що з кінця 1960-х роках він кілька разів зустрічався з головою КДБ Юрієм Андроповим і за його дорученням у 1973 році побував у Чилі, щоб переконатися, чи живий заарештований після воєнного перевороту керівник Комуністичної партії Чилі Луїс Корвалан.
Луї також повідомив, що Радянський Союз, розглядає можливість превентивного ядерного удару по Китаю, а також надав інформацію про теракт у московському метро 1977 року, який дав радянській владі привід для жорстких репресій дисидентів. У 1967 році Луї без дозволу автора продав рукопис «20 листів до друга» доньки Йосипа Сталіна Світлани Аллілуєвої (яка втекла на захід за два роки до цього). Він зіграв важливу роль у контрабандному вивезенні на Захід мемуарів Хрущова та «Ракового корпусу» Олександра Солженіцина, хоча в останньому випадку він, як вважають, мав на меті скомпрометувати письменника вдома.
Він мав розкішну дачу в Баковці на захід від Москви, де жив заможнім життям; він був колекціонером дорогих автомобілів, у тому числі марок Porsche, Bentley та Mercedes-Benz, Ford Mustang, Land Rover, деякі з них були вінтажними.
У листопаді 1958 року Луї одружився з англійкою Дженніфер Стейтем, яка працювала нянею в сім'ї англійського дипломата . У них народилося троє дітей: Ніколас (нар. 1958), Майкл та Ентоні — усі троє британські піддані. З 1965 року він і його дружина вели прибутковий «валютний» бізнес, видаючи в Москві довідник «Information Moscow» для іноземців.
Він помер від серцевого нападу в Лондоні 18 липня 1992 року, через кілька місяців після розпаду СРСР; його кремовані останки поховані на московському Ваганьковому кладовищі.

## Його книги
- (with Jennifer Louis) A Motorists guide to the Soviet Union. Pergammon. 1967.
- (with Jennifer Louis) Complete Guide to the Soviet Union. London, Michael Joseph, 1976. ISBN 0718110773.
- Sport in the Soviet Union. Elsevier. 1980. ISBN 0-08-024506-4.
- Collet’s Guide to Moscow, Leningrad, Kiev. Collets. 1990.
- The Moscow Street Atlas. Collets. 1990. ISBN 0-569-09258-2.
- Complete Guide to the Soviet Union. 1991. ISBN 0-312-05837-3.